# Maciej Mazur (dziennikarz)
Maciej Mazur (ur. 1977 w Warszawie) – polski dziennikarz telewizyjny, reporter programu informacyjnego „Fakty” w telewizji TVN.

## Życiorys
Ukończył dziennikarstwo na Uniwersytecie Warszawskim. W latach 1998–2001 pracował w TVP, gdzie przygotowywał materiały dla „Teleexpressu”. Od początku istnienia stacji (od 2001) pracuje w TVN24, od czerwca 2005 także w TVN-ie, gdzie współtworzy „Fakty”. Od kwietnia 2008 prowadzi na antenie TVN24 interaktywny talk-show Publiczna.tv, który później zmienił nazwę na Ranking Mazura.
Współautor strony internetowej miłośników warszawskiego Ursynowa ursynow.org.pl. Autor książek o tej dzielnicy: Czasoprzewodnik. 33 lata na Ursynowie, Witajcie na Ursynowie i Czterdziestolatek. Historie z Ursynowa. W 2023 został uhonorowany tablicą pamiątkową przy nowo posadzonym drzewie przed urzędem dzielnicy Ursynów w ramach projektu „Ważni dla Dzielnicy”.

## Życie prywatne
Żonaty od czerwca 2007.